# Paradamoetas fontanus
Paradamoetas fontanus là một loài nhện trong họ Salticidae.
Loài này thuộc chi Paradamoetas. Paradamoetas fontanus được Herbert Walter Levi miêu tả năm 1951.